# Philipp Cornelius Heineken
Philipp Cornelius Heineken (* 6. Dezember 1789 in Bremen; † 13. Februar 1871 in Bremen) war ein deutscher Mediziner.

## Biografie
Heineken war der Sohn von Hofrat Johann Heineken. Er absolvierte das Alte Gymnasium in Bremen und studierte Medizin in Berlin und an der Universität Göttingen. In Göttingen promovierte er zum Dr. med. Danach führte er einige Reisen durch.
1812 ließ er sich als Arzt in Bremen nieder. Sein Spezialgebiet war die Augenheilkunde. Er übersetzte Fachwerke aus dem Englischen und Französischen. In Bremen wurde er Physikus, eine alte Berufsbezeichnung für Arzt, und Mitglied des Gesundheitsrates. Er gehörte zur Gruppe der medizinischen Volksaufklärer des 18. und 19. Jahrhunderts, die zur Popularisierung der Wissenschaften und der Medizin beitrugen, wie unter anderem Gottfried Wilhelm Becker oder Johann Friedrich Ernst Albrecht.
1836/37 erschien sein Grundlagenwerk Die freie Hansestadt Bremen und ihr Gebiet in topographischer, medizinischer und naturhistorischer Hinsicht.

## Werke
- Ophthalmobiotik oder Regeln und Anweisungen zur Erhaltung der Augen. Verlag Wilhelm Kaiser, Bremen und Leipzig 1815. (Digitalisat)
- Übersetzung und Anmerkungen zu Louis Jurine: Abhandlung über den Croup (Memoire sur le croup). Göschen, Leipzig 1816.
- Die freie Hansestadt Bremen und ihr Gebiet in topographischer, medizinischer und naturhistorischer Hinsicht, 2 Bde., Bremen 1836/1837.[1]